# Râul Răchitiș I
Râul Răchitiș I este un curs de apă, afluent al râului Uz. 

## Hărți
- Harta Munții Ciucului  Arhivat în 28 ianuarie 2018, la Wayback Machine.